# Neocollettia wallichii
Genre
Espèce
Neocollettia wallichii est une espèce de plantes à fleurs dicotylédones de la famille des Fabaceae, sous-famille des Faboideae, originaire de l'Asie du Sud-Est.
C'est l'unique espèce acceptée du genre Neocollettia (genre monotypique).

## Synonymes
SelonThe Plant List (8 octobre 2018) :
- Desmodium rottleri Baker, p.p.
- Neocollettia gracilis Hemsl.
- Teramnus wallichii Hemsl.